# 마힐료우주

마힐료우주의 위치

마힐료우주(벨라루스어: Магілёўская во́бласць)는 벨라루스 동부에 위치한 주로 주도는 마힐료우이며 면적은 29,000km2, 인구는 1,146,800명(2006년 기준)이다.
북쪽으로는 비쳅스크주, 서쪽으로는 민스크주, 남쪽으로는 호멜주와 접하고 있고 동쪽으로는 러시아와 국경을 접한다.

## 상징

마힐료우주의 기
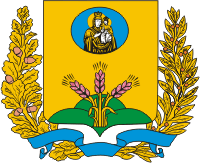
마힐료우주의 문장